# Saint John
Saint John (francouzsky Saint-Jean) je druhé největší město v provincii Nový Brunšvik a nejstarší město v Kanadě. V roce 2021 mělo 69 895 obyvatel. Saint John je významné přístavní město a to jak pro nákladní lodě, ale i pro lodě výletní. Bylo oficiálně začleněno mezi města královskou listinou Jiřího III. 18. května roku 1785. Město leží na obou březích ústí řeky Saint John, na západním břehu zálivu Fundy, který zde společně s řekou tvoří přílivový fenomén zvaný „Reversing falls“. Město má silnou industriální základnu založenou na rafinování ropy a mj. papírenství.

## Historie

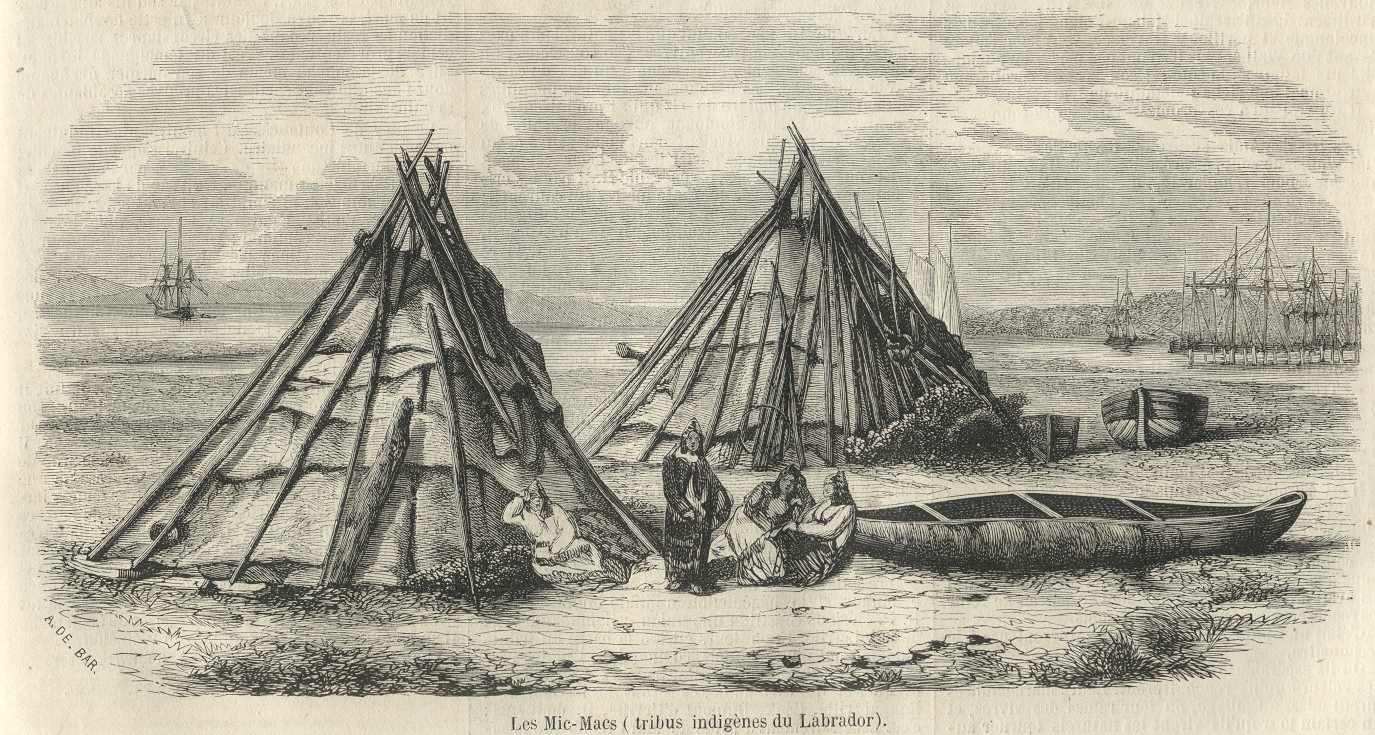
Mikmakská obydlí v Labradoru

Před příchodem Evropanů oblast obývali především Wolastoqiqikové a Mikmakové, kteří žili hlavně podél řeky. Zde si stavěli obydlí z kůží a kůry bříz, tzv. vigvamy.
V roce 1604 místo dnešního města objevil francouzský průzkumník Samuel de Champlain, který však oblast neosídlil. Později byla v místě francouzskou koloniální vládou postavena pevnost La Tour, která byla významná při obraně Akádie. Na konci sedmileté války však oblast padla do rukou Britů.
V letech po Americké revoluci populace rostla díky imigraci lojalistů z bývalých třinácti kolonií, ale i osadníky z Evropy. Kvůli velké míře imigrace byla zbudována i imigrační stanice na ostrově Partridge. Britové postavili k obraně města několik tzv. "martello věží", věží s kruhovým půdorysem, které sloužili hlavně jako dělostřelecká stanoviště.

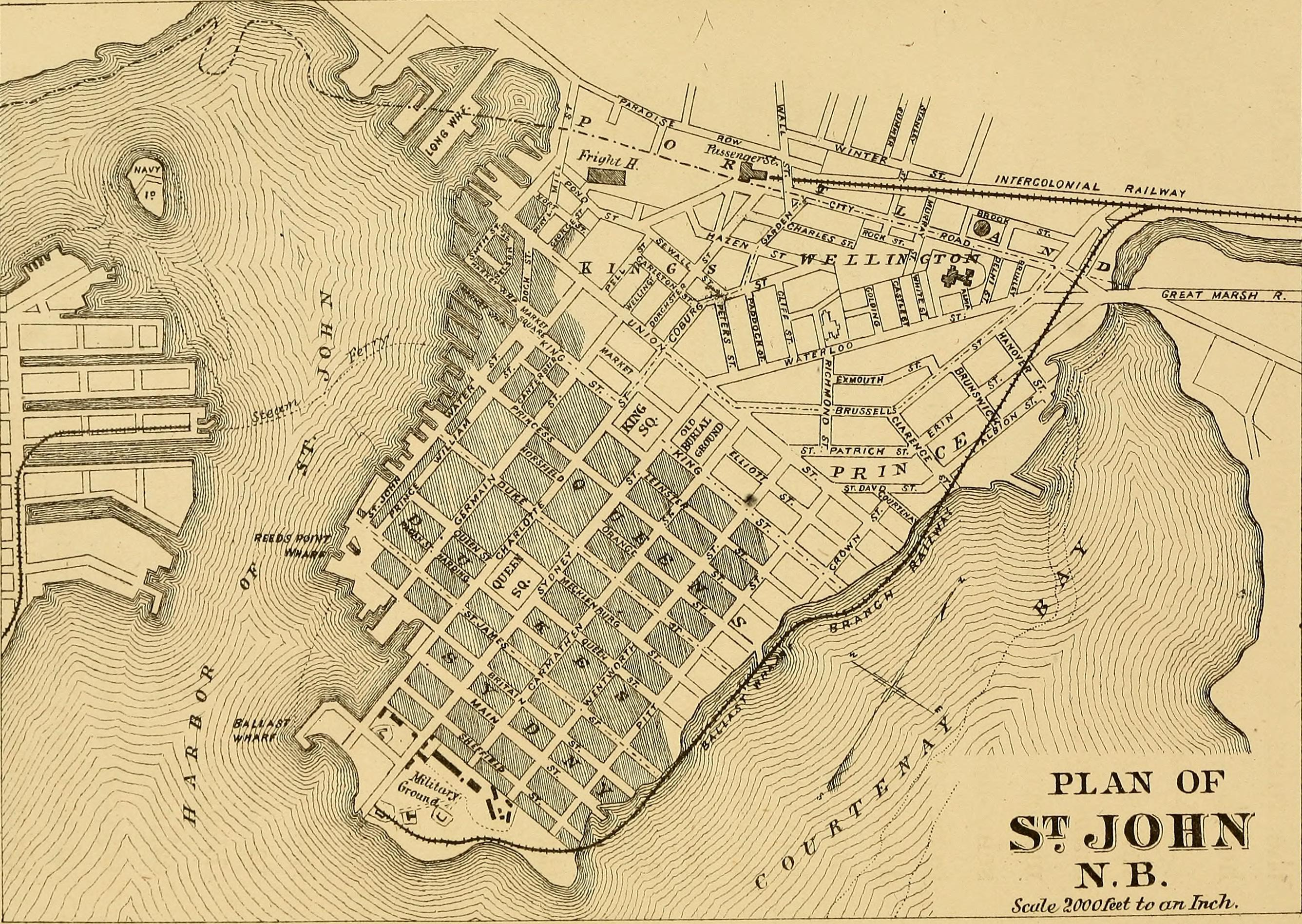
Rozložení města v roce 1877

V roce 1877 město zachvátil požár, který zničil 40 % osídlení a zanechal 13 000 lidí bez domova.